# Mértola (freguesia)
Mértola es una freguesia portuguesa del concelho de Mértola, con 318,13 km² de superficie y 3.093 habitantes (2001). Su densidad de población es de 9,7 hab/km².
Se encuentra a unos 52 km de Beja, 220 km al sudeste de Lisboa, 95km de Huelva y a unos 175 km al oeste de Sevilla.
En el año 2017 fue incluido en la lista indicativa para formar parte del Patrimonio de la Humanidad.